# رالف اینسون
رالف اینسون (به انگلیسی: Ralph Ineson) (زاده ۱۵ دسامبر ۱۹۶۹) بازیگر انگلیسی است. او که به خاطر لهجه عمیق و غم انگیز یورکشایری اش شناخته می شود، با نقش کریس فینچ در کمدی به نام اداره (مجموعه تلویزیونی بریتانیایی) (۲۰۰۱) به شهرت رسید.
از فیلم‌های معروف او می‌توان به بازی در فیلم گرفتن قاتل،اولین شوالیه، چرنوبیل و تیراندازی ماهی اشاره کرد.

## اوایل زندگی
رالف مایکل اینسون  در ۱۵ دسامبر ۱۹۶۹ در لیدز زاده شد،  و در مدرسه وودلی و مدرسه پوکلینگتون تحصیل کرد. در اوایل دهه ۱۹۹۰، پس از تحصیل در رشته تئاتر در کالج فرنس دانشگاه لنکستر، به عنوان معلم و مربی کریکت در کالج یورک سیکس فرم کار کرد.